# Sint-Eligiuskerk (Roder)

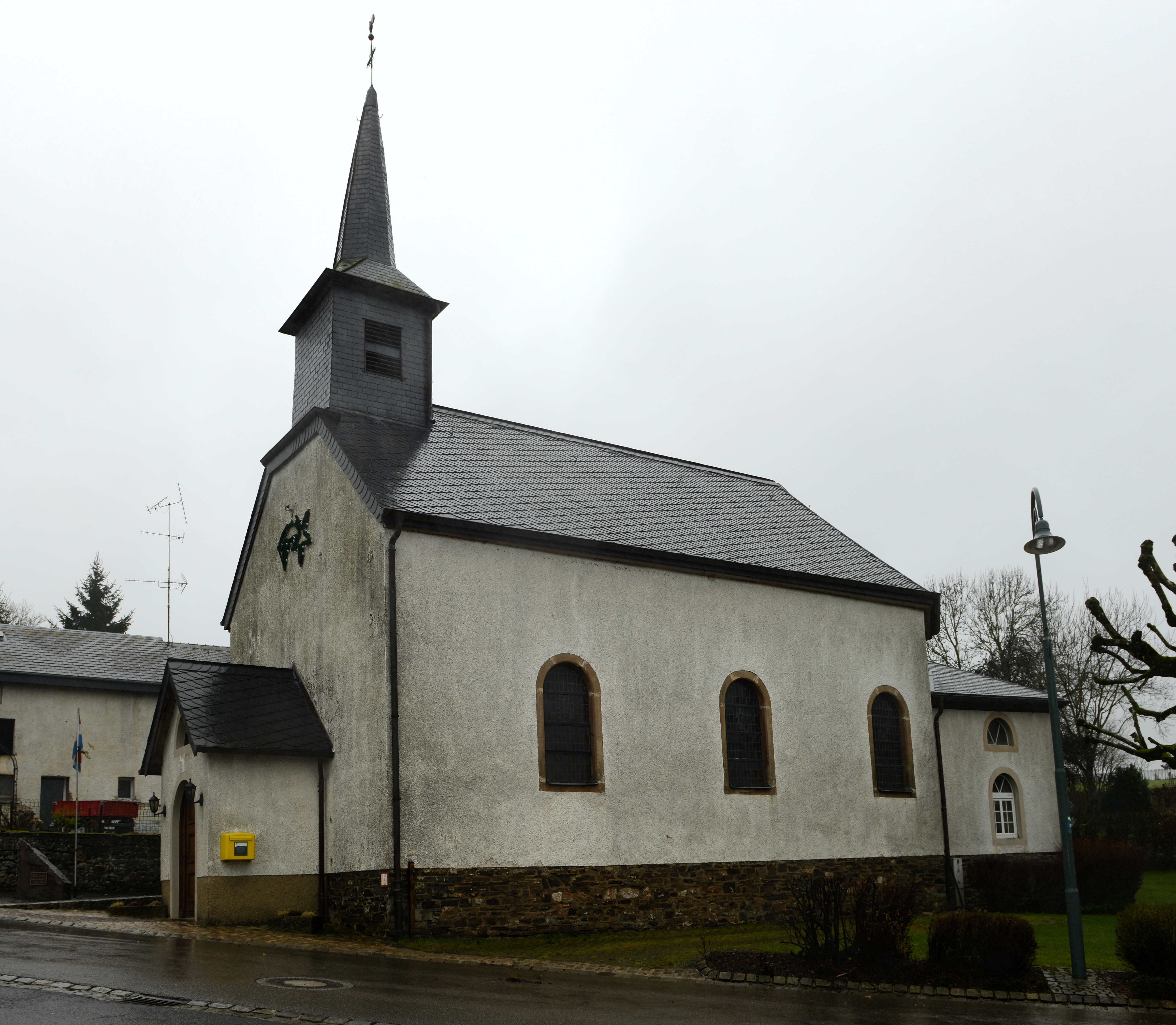
Sint-Eligiuskerk

De Sint-Eligiuskerk is de parochiekerk van de tot de Luxemburgse gemeente Clervaux behorende plaats Roder.
Het is een eenvoudig witgepleisterd kerkje met een leienbedekte dakruiter boven de ingang, en een voorgebouwd portaal.
Het kerkje heeft een driezijdige koorsluiting en glas-in-loodramen van omstreeks 1950, welke voorzien zijn van christelijke symbolen.